# Breinbrekers
Breinbrekers was een Nederlands tijdschrift dat van juli 1993 tot en met november 2013 werd uitgegeven, eerst door Puzzelsport en later door Denksport. Het blad heette oorspronkelijk Eureka en bevatte moeilijke logische puzzels. Aanvankelijk verscheen het tweemaandelijks, later nog slechts twee keer per jaar. Vele puzzels in het blad werden opgesteld door Hans Eendebak, tevens ondersteuner van het Nederlands team bij het wereldkampioenschap logische puzzels.

## Geschiedenis
In 1992 ontstond het wereldkampioenschap logische puzzels in New York. Dit zijn puzzels waarbij geen taal- of cultuurkennis nodig is. In Nederland werden de voorrondes georganiseerd door Puzzelsport. In juli 1993 werd het eerste nummer van Eureka uitgegeven. Na anderhalf jaar werd dit tijdschrift omgedoopt tot Breinbrekers. Sinds maart 1996 verschenen er jaarlijks kwalificatiepuzzels in het tijdschrift Breinbrekers. De vijftig besten mochten meedoen aan het Nederlands kampioenschap. De winnaar mocht naar het WK.
Later verscheen er op het eind van ieder nummer een zogenaamde ladderpuzzel: een puzzel met een open einde. Het doel was om een oplossing te vinden met een zo hoog mogelijke score. De persoon met de hoogste score werd bovenaan de ladder gezet op de website van Puzzelsport en won een jaarabonnement.
In juli 2007 verkocht Sanoma het merk 'Puzzelsport' aan Keesing. Sinds de winter van 2008 op 2009 werd het blad uitgegeven onder de merknaam Denksport. Sindsdien verscheen het slechts twee keer per jaar en stonden er geen kwalificatiepuzzels of ladderpuzzels meer in. Denksport heeft elf nummers van het blad uitgegeven. Op 21 november 2013 verscheen het laatste nummer. Een volgend nummer stond gepland op 5 juni 2014, maar werd nooit uitgegeven.
Van juni 2017 tot en met oktober 2019 werden vijf nieuwe nummers genaamd De Collectie - Breinbrekers uitgegeven. Het formaat was groter en op duurder papier. Het tijdschrift Breinbrekers bevatte voornamelijk puzzels met een moeilijkheidsgraad van 4 of 5 sterren. In deze nieuwe uitgaves stonden een twintigtal extra puzzels met 3 sterren. De inleiding werd niet meer ondertekend door Hans Eendebak.

## Veelvoorkomende logische puzzels
Hieronder staan enkele veelvoorkomende puzzels uit het blad. In elke puzzel moeten er vakjes worden gekleurd, strepen worden getrokken of cijfers of letters worden ingevuld. Er is telkens slechts één oplossing.
- Blokkendoos
- Bruggen bouwen
- Buienradar
- Domino varia: verschillende dominostenen moeten in een raster worden geplaatst.
- Flatgebouwen
- Hitori
- Japans vierkant
- Kakuro
- Kamertje verhuren
- Land verdelen
- Letterraam
- Magneten
- Netwerk
- Peertjes (Akari)
- Penta-varianten: de 12 penta's moeten in een raster worden geplaatst, maar mogen elkaar niet raken.
- Rikaku
- Route (Yajilin)
- Slak
- Slang
- Schateiland
- Spaken
- Spiegels
- Sterrenslag
- Sudoku-varianten
- Tapa: een puzzel uitgevonden door Serkan Yürekli in Turkije.
- Tandwielen: een Nederlandse puzzel ontwikkeld door Johan de Ruiter waarbij tandwielen van verschillende groottes in een raster moeten worden gezet.
- Tentje-boompje: een Nederlandse puzzel waarbij elke boom in een raster een tent krijgt, maar de tenten mogen elkaar niet raken. De puzzel werd ontwikkeld rond 1988 door Leon Balmaekers.
- Thermometers
- Trio's
- Tussensommen
- Vierkanten tekenen
- Geen vier op een rij
- Vlinderslag (Ripple Effect)
- Zeeslag
- Genummerde pijlen (in Breinbrekers - De collectie)